# Zlenice
Zlenice je část obce Lštění v okrese Benešov. Obec leží na jihovýchodě Středočeského kraje. Prochází tudy železniční trať Čerčany – Světlá nad Sázavou. V roce 2009 zde bylo evidováno 431 adres.
Zlenice leží v katastrálním území Lštění o výměře 4,68 km².

## Historie
První písemná zmínka o vesnici pochází z roku 1318.